# Grand-Bourg
Grand-Bourg é uma comuna francesa, situada no departamento de Guadalupe. Está situada na ilha de Marie Galante e conta com mais de 5707 habitantes. 